# ملكة الليل
ملكة الليل أو الشِّرْخَات أو الشُّرْجُبَان (الاسم العلمي: Cestrum) جنس نباتي من الفصيلة الباذنجانية، يشمل أكثر من 175 نوعا.
ملكة الليل أو شجرة الكولونيا هي شجيرة مستديمة الخضرة يصل ارتفاعها إلى 3 متر وذات تفرع كثيف من القاعدة. لها أوراق بسيطة متبادلة رمحية الشكل، ولها أزهار بيضاء اللون تتفتح ليلا وتطلق رائحة زكية وفواحة تغطي منطقة واسعة، كما يوجد أنواع أخرى من النبات له أزهار صفراء أو بنفسجية اللون .وتحتوي ثمار الشجيرة على بذور صغيرة، والجذور منتشرة محلياً، ومعدل نمو الشجيرة سريع. وأيضا لها فؤائد للعلاج النفسي للمرضى النفسيين لما تحتويه من رائحه جميله تطيب لنفس ويتوقع ادخالها من ضمن العلاج النفسي مستقبلا أفضل من الأدوية الكيميائية.